# Живко Пуев
Живко Еленков Пуев, с псевдоним Димо, е участник в комунистическото движение преди и по време на Втората световна война. Командир на партизански отряд „Георги Бенковски“ (Видин).

## Биография
Живко Пуев е роден е на 26 януари 1903 г. в с. Александрово (дн. гр. Димово). Член на БКМС (1918). Работи като шивач в Белоградчик, Лом, София, Видин и родното си село.
Като член на БКП участва в Септемврийското въстание (1923). След неговото потушаване е задържан 4 месеца във Видинския затвор. Продължава политическата си дейност. Многократно е арестуван. Интерниран в Неврокоп (1932), Ивайловград (1939) и Несебър (1940).
Участва в комунистическото партизанско движение по време на Втората световна война. Член на Окръжното ръководство на БРП (к) (1941). Преминава в нелегалност на 6 август 1941 г. и поставя началото на партизанското движение във Видинско. Осъден задочно на смърт по ЗЗД (1942). Командир на партизански отряд „Георги Бенковски“. Взаимодейства с Пиротския партизански отряд на ЮНОА.
На 1 юли 1943 г., след завръщането си от Югославия, група партизани от отряда водят тежък бой с жандармерийско подразделение при с. Стакевци. Тежко ранен, Живко Пуев е заловен на 2 юли 1943 г.